# Jacob Maliekal
Jacob Maliekal (* 1. Januar 1991 in Mthatha) ist ein südafrikanischer Badmintonspieler. 

## Karriere
Jacob Maliekal wurde bei den South Africa International 2008 und den Namibia International 2011 jeweils Dritter im Herreneinzel. 2011 siegte er bei den Afrikaspielen in der gleichen Disziplin. Bei der Badminton-Weltmeisterschaft 2011 schied er jedoch schon in Runde eins aus. 

## Sportliche Erfolge
| Saison | Veranstaltung                 | Disziplin    | Platz | Name           |
| ------ | ----------------------------- | ------------ | ----- | -------------- |
| 2008   | South Africa International    | Herreneinzel | 3     | Jacob Maliekal |
| 2011   | Namibia International         | Herreneinzel | 3     | Jacob Maliekal |
| 2011   | Afrikaspiele                  | Herreneinzel | 1     | Jacob Maliekal |
| 2011   | Weltmeisterschaft             | Herreneinzel | 33    | Jacob Maliekal |
| 2013   | Botswana International        | Herreneinzel | 1     | Jacob Maliekal |
| 2014   | Badminton-Afrikameisterschaft | Herreneinzel | 1     | Jacob Maliekal |
| 2015   | Uganda International          | Herreneinzel | 1     | Jacob Maliekal |